# Thiat
 Thiat  (en occitano Tiat) es una población y comuna francesa, situada en la región de Lemosín, departamento de Alto Vienne, en el distrito de Bellac y cantón de Le Dorat.

## Demografía
| 397 | 341 | 287 | 254 | 248 | 213 | 186 |
| Para los censos de 1962 a 1999 la población legal corresponde a la población sin duplicidades (Fuente: INSEE [Consultar]) |     |     |     |     |     |     |